# Fogadalmi templom (Bécs)
A Fogadalmi templom (németül: Votivkirche) Bécs Alsergrund kerületében álló római katolikus templom a Ringstraßén, és a világ egyik legjelentősebb neogótikus egyházi épületének számít. Elhelyezkedése miatt néha „Ringstraßendom“ néven is hivatkoznak rá. A Heinrich von Ferstel építész által tervezett templom eredete a fiatal I. Ferenc József császár ellen 1853. február 18-án Libényi János szabólegény által elkövetett sikertelen merényletig nyúlik vissza. A Fogadalmi templom 99 méteres magasságával Bécs második legmagasabb temploma, csak a híres Stephansdom magasabb nála.

## Története

### Előzmények
A sikertelen merénylet után Ferenc József testvére, Ferdinánd Miksa főherceg, aki később Mexikó császára lett, adománygyűjtést indított egy új templom építésére Bécsben „hálából Őfelsége megmentéséért.” Ezt a monarchia népeinek hálaadó felajánlásaként kellett volna felépítenie Ferenc József megmeneküléséért. Az adománygyűjtésben végül 300 000 polgár vett részt, ám később mégis kevésnek bizonyult az így befolyt összeg.
1854. április 2-án a Wiener Zeitungban nemzetközi építészeti pályázatot hirdettek a templomépületre, amelyre 75 tervet nyújtottak be. 1854-ben a zsűri az akkor 26 éves Heinrich Ferstel építész tervét választotta ki. Az eredeti tervek szerint a templomot a Belvedere-palota melletti telken építették volna fel. Ezt az elképzelést azonban a helyszín távoli fekvése miatt elvetették. Végül az Alservorstadtban a lebontott glacis területén lévő telket választották az építkezés helyszínéül. Az alapkövet 1856. április 24-én Ferenc József császár és Joseph Othmar von Rauscher bíboros 80 érsek és püspök jelenlétében tette le, melyhez a jeruzsálemi Kidron-völgyből (az Olajfák hegye mellől) származó mészkőtömböt használtak fel.

### Az építési munkálatok
Joseph Kranner prágai építésvezető és kőfaragó mester megvizsgálta a templomépítéshez felhasználható lehetséges kőfajtákat: a Jäger és Moosbrugger családok kőbányáiból származó wöllersdorfi mészkő különösen szépnek és keménynek bizonyult. Az építési munkálatok felelőseként az építőmunkások és a 200 kőfaragó számára szálláshelyet, műtermet, irodákat és kovácsműhelyt alakíttatott ki. Halála után 1871-ben Hermann Riewel vette át ezt a feladatot.
A templom építése több mint 20 évig tartott. Először a kórus alapjait rakták le, majd megépítették a kórust, amely 1857-ben elérte az oldalkápolnák magasságát, és a kereszthajóval együtt 1859-re az oldalhajók magasságáig emelkedett. 1860-ban lerakták a tornyok alapjait, és a főhajót az oldalhajók magasságáig emelték. 1861-ben az egész templom elérte az oldalhajók magasságát. 1862 és 1863 között a tornyokat és a hosszházat a főhajó magasságáig emelték. 1864-ben megkezdődtek a munkálatok a kereszthajón, és a tornyokat a középső nyeregtetőig emelték. Ferstel különösen sok energiát fektetett a tornyok építésébe, mivel a nagy templomok tornyait gyakran befejezetlenül hagyták. A bécsi városi tanács 150 000 guldenes támogatásának köszönhetően az építkezés tizedik évében befejezhette a tornyokat, amelyek 1868. augusztus 18-án érték el a 99 méteres magasságot. A templomhajót 1872-ben boltozták be, egy évvel később pedig a Georg Sigl helyi gyáriparos tervezte és az ő cége által szállított acél tetőgerendákat szerelték fel. A belső berendezés és az építési munkálatok befejezése további hat évet vett igénybe. A templomot 23 év építés után 1879. április 24-én szentelték fel a császári pár ezüstlakodalma alkalmából.
A fogadalmi templom előtti tér a Maximilianplatz nevet kapta az időközben tragikusan elhunyt Miksáról. Maga a Fogadalmi templom 1862 és 1918 között I. Ferenc József császár parancsára Bécs helyőrségének a katolikus templomaként szolgált. Az épület később mintaként szolgált a speyeri protestáns emléktemplomhoz, amely a Kulturkampf keretében végül 1 méterrel magasabb lett nála.
Mintegy 25 évnyi külső és belső felújítás után, amelyre a második világháború és az időjárás okozta, még nem javított károk miatt volt szükség, 2023. november 26-án nagymisével ünnepelték a negyed évszázados felújítás végét. A 2023-ban lezárult munkálatok költségeit mintegy 40 millió euróra becsülik.

## Jellemzői

### Alaprajz
A Fogadalmi templom alaprajza háromhajós bazilikális elrendezésű, melyet szentélykörüljáró és kápolnakoszorú zár le a szentély felőli végén, a kórus a nyugati oldalon található. A főhajó kilenc boltozatnyi hosszú, a kereszthajó pedig hét boltozatos. A főhajó és a kereszthajó metszéspontja a négyezet, melynek tetején huszártorony áll. A keleti főhomlokzatot a két monumentális torony uralja. A kereszthajón kívül, amelyet csillagboltozat tesz hangsúlyossá, a templomot keresztboltozat jellemzi. A hajó és a kereszthajó nyeregtetőjét gerincdísz koronázza. Az oldalhajók fele olyan szélesek és majdnem fele olyan magasak, mint a főhajó, amelytől árkádos pillérsorok választják el őket. Az oldalhajókat különálló kápolnák bővítik, amelyeket süllyesztett pillérek választanak el egymástól. Ez az elrendezés a kezdetleges 5 hajós kialakítást idézi fel. A kereszthajót szegélyező kápolnák az oldalhajóinak magasságáig nyúlnak, így egy háromhajós kereszthajó benyomását keltik, ezzel is hangsúlyozzák a kereszthajóból a kórusba való átmenetet. A kórus és a kereszthajó között csak egyetlen boltozat van, így emelve ki még inkább az átmenetet. 

## Fordítás
- Ez a szócikk részben vagy egészben  a   Votivkirche (Wien) című német Wikipédia-szócikk ezen változatának fordításán alapul.  Az eredeti cikk szerkesztőit annak laptörténete sorolja fel. Ez a jelzés csupán a megfogalmazás eredetét és a szerzői jogokat jelzi, nem szolgál a cikkben szereplő információk forrásmegjelöléseként.